# Зимски куп Европе у бацачким дисциплинама
Зимски куп Европе у бацачким дисциплинама је годишње континентално атлетско такмичење за спортисте специјализоване за бацачке дисциплине: бацање кугле, диска, копља и кладива. То је зимско такмичење и одржава се у марту месецу сваке године у организацији Европске атлетске асоцијације, а замишљено је као контра-баланс на првенства у дворани у којима нема бацачких дисциплина осим бацања кугле. Ово такмичење омогућава спортистима да сагледају своју форму за предстојећу сезону на отвореном.
Такмичење се одржава у четири категорије: сениори, сениорке, и млађи сениори и сениорке (до 23 године старости). Репрезентације које на такмичењу имају представнике у све четири дисциплине учествују и у екипној конкуренцији. Резултати најбољих представника једне земље у свакој дисциплини се претварају у бодове. Збир тих бодова одређује пласман екипе. Све исто важи за сваку категорију такмичара.
Домаћин првог Зимског купа Европе у бацачким дисциплинама била је Ница у Француској, „Европски бацачки изазов“. Преименован је у Зимски куп Европе од 2005. До 2007 такмичење се одржавало само у сениорској конкуренцији, а од 2007. укључени су и млађи сениори. Закључно са 2025. одржано је 24 такмичења.

## Преглед одржавања Зимског купа Европе у бацачким дисциплинама
| #   | Година | Место                             | Датум          | Број учесника  | Број земаља | Резултати |
| --- | ------ | --------------------------------- | -------------- | -------------- | ----------- | --------- |
| 1.  | 2001   | Ница, Француска                   | 17. и 18. март | 80 м./71 ж.    | 22          | [ 1 ]     |
| 2.  | 2002   | Пула, Хрватска                    | 9. и 10. марта | 99 м./76 ж.    | 26          | [ 2 ]     |
| 3.  | 2003   | Ђиола Тауро, Италија              | 13 и 14. март  | 71 м./66 ж     | 25          | [ 3 ]     |
| 4.  | 2004   | Марса, Малта                      | 13 и 14. март  | 71 м/76 ж      | 27          | [ 4 ]     |
| 5.  | 2005   | Мерсин Турска                     | 12. - 13. март | 89 м./85 ж     | 30          | [ 5 ]     |
| 6.  | 2006   | Тел Авив, Израел                  | 18. и 19. март | 86 м./82 ж     | 28          | [ 6 ]     |
| 7.  | 2007   | Јалта, Украјина                   | 17. и 18. март | 96 м./ 98 ж    | 28          | [ 7 ]     |
| 8.  | 2008   | Сплит, Хрватска                   | 15. и 16. март | 121 м./ 108 ж  | 34          | [ 8 ]     |
| 9.  | 2009   | Тенерифе, Шпанија                 | 14. и 15. март | 119 м./ 107 ж  | 29          | [ 9 ]     |
| 10. | 2010   | Арл, Француска                    | 20. и 21. март | 166 м./ 114 ж. | 30          | [ 10 ]    |
| 11. | 2011   | Софија, Бугарска                  | 19. и 20. март | 125 м./123 ж.  | 33          | [ 11 ]    |
| 12. | 2012   | Бар, Црна Гора                    | 17. и 18. март | 142 м. /140 ж. | 33          | [ 12 ]    |
| 13. | 2013   | Кастељон де ла Плана, Шпанија     | 16. и 17. март | 249            | 38          | [ 13 ]    |
| 14. | 2014   | Леирија, Португалија              | 15. и 16. март | 280            |             | [ 14 ]    |
| 15. | 2015   | Леирија, Португалија              | 14. и 15. март | 248            |             | [ 15 ]    |
| 16. | 2016   | Арад, Румунија                    | 12. и 13. март | 282            |             | [ 16 ]    |
| 17  | 2017   | Лас Палмас, Шпанија               | 11. и 12. март | 249            |             | [ 17 ]    |
| 18  | 2018   | Леирија, Португалија              | 10. и 11. март | 291            | 39          | [ 18 ]    |
| 19  | 2019   | Шаморин, Словачка                 | 9. и 10. март  | 329            | 38          | [ 19 ]    |
|     | 2020   | Није одржано због пандемије Ковид |                |                |             |           |
| 20  | 2021   | Сплит, Хрватска                   | 8. и 9. март   | 399            | 42          | [ 20 ]    |
| 21  | 2022   | Леирија, Португалија              | 12. и 13. март | 301            | 38          | [ 21 ]    |
| 22  | 2023   | Леирија, Португалија              | 11. и 12. март | 319            | 40          | [ 22 ]    |
| 23  | 2024   | Леирија, Португалија              | 10. и 11. март |                |             |           |
| 24  | 2025   | Никозија, Кипар                   | 15. и 16. март |                |             |           |
| 25  | 2026   | Никозија, Кипар                   | 14. и 15. март |                |             |           |

## Рекорди Зимског купа Европе у бацачким дисциплинама

### Атлетичари
| Сениори (23 године и старији)      | Сениори (23 године и старији) | Сениори (23 године и старији) | Сениори (23 године и старији) | Сениори (23 године и старији) | Сениори (23 године и старији) |
| Дисциплина                         | Атлетичар                     | Држава                        | Резултат                      | Место такмичења               | Датум                         |
| ---------------------------------- | ----------------------------- | ----------------------------- | ----------------------------- | ----------------------------- | ----------------------------- |
| Бацање кугле (7,26 кг)             | Зејн Вир                      | Италија                       | 21,99                         | Леирија, Португалија          | 13. март 2022.                |
| Бацање диска (2 кг)                | Герд Кантер                   | Естонија                      | 69,70                         | Тенерифе, Шпанија             | 15. март 2009.                |
| Бацање кладива (7,26 кг)           | Алексеј Загорниј              | Русија                        | 82,27                         | Пула, Хрватска                | 9. март 2002.                 |
| Бацање копља (800 гр)              | Јоханес Фетер                 | Немачка                       | 92,70                         | Леирија, Португалија          | 11. март 2018.                |
| Млађи сениори (млађи од 23 године) |                               |                               |                               |                               |                               |
| Дисциплина                         | Атлетичар                     | Држава                        | Резултат                      | Место такмичења               | Датум                         |
| Бацање кугле (7,26 кг)             | Георги Муџаридзе              | Грузија                       | 20,27                         | Шаморин, Словачка             | 10. март 2019.                |
| Бацање диска (2 кг)                | Јевгени Бахуцки               | Белорусија                    | 64,37                         | Сплит, Хрватска               | 8. мај 2021.                  |
| Бацање кладива (7,26 кг)           | Јури Шајунов                  | Белорусија                    | 78,59                         | Тенерифе, Шпанија             | 15. март 2009.                |
| Бацање копља (800 гр)              | Максим Бохдан                 | Украјина                      | 83,41                         | Леирија, Португалија          | 16. март 2014.                |

### Атлетичарке
| Сениорке (23 године и старије)      | Сениорке (23 године и старије) | Сениорке (23 године и старије) | Сениорке (23 године и старије) | Сениорке (23 године и старије) | Сениорке (23 године и старије) |
| Дисциплина                          | Атлетичарка                    | Држава                         | Резултат                       | Место такмичења                | Датум                          |
| ----------------------------------- | ------------------------------ | ------------------------------ | ------------------------------ | ------------------------------ | ------------------------------ |
| Бацање кугле (4 кг)                 | Вита Павлиш                    | Украјина                       | 20,03                          | Пула, Хрватска                 | 10. март 2002.                 |
| Бацање диска (1 кг)                 | Надине Милер                   | Немачка                        | 68,89                          | Бар, Црна Гора                 | 18. март 2012.                 |
| Бацање кладива (4 кг)               | Силја Косонен                  | Финска                         | 77,07                          | Никозија, Кипар                | 15. март 2025.                 |
| Бацање копља (600 гр)               | Марија Андрејчик               | Пољска                         | 71,40                          | Сплит, Хрватска                | 9. мај 2021.                   |
| Млађе сениорке (млађе од 23 године) |                                |                                |                                |                                |                                |
| Дисциплина                          | Атлетичарка                    | Држава                         | Резултат                       | Место такмичења                | Датум                          |
| Бацање кугле (4 кг)                 | Анита Мартон                   | Мађарска                       | 17,92                          | Софија, Бугарска               | 19. март 2011.                 |
| Бацање диска (1 кг)                 | Сандра Перковић                | Хрватска                       | 67,19                          | Бар, Црна Гора                 | 18. март 2012.                 |
| Бацање кладива (4 кг)               | Алена Собаљева                 | Белорусија                     | 69,95                          | Леирија, Португалија           | 15. март 2015.                 |
| Бацање копља (600 гр)               | Адриана Вилагош                | Србија                         | 66,88                          | Никозија, Кипар                | 15. март 2025.                 |